# Eurocopa Sub-21 de 2021
La XXIII Eurocopa Sub-21 fue un torneo de fútbol para selecciones sub-21 afiliadas a la UEFA, máximo organismo del fútbol europeo. La fase final del torneo se lleva a cabo en Hungría y Eslovenia, del 24 al 31 de marzo de 2021 la fase de grupos, y del 31 de mayo al 6 de junio la fase final.
Inicialmente, 12 equipos jugarían en el torneo, sin embargo, el 6 de febrero de 2019, el Comité Ejecutivo de la UEFA reunido en Roma, Italia, aumentó este número a 16 participantes.

## Elegibilidad
Los jugadores elegibles para disputarla son aquellos nacidos desde 1998 en adelante.

## Equipos participantes
| Equipos participantes | Equipos participantes | Equipos participantes | Equipos participantes |
| --------------------- | --------------------- | --------------------- | --------------------- |
| Alemania              | España                | Islandia              | República Checa       |
| Croacia               | Francia               | Italia                | Rumania               |
| Dinamarca             | Hungría (H)           | Países Bajos          | Rusia                 |
| Eslovenia (H)         | Inglaterra            | Portugal              | Suiza                 |

- (H): Anfritrión.

## Sedes
Los siguientes ocho estadios albergaran la competencia. Hungría los Grupos A y C, y Eslovenia los Grupos B y D. La final se disputará en el Estadio Stožice en Liubliana.
| Liubliana Celje Maribor Koper |                   |                     |                      |
| Eslovenia                     |                   |                     |                      |
| Liubliana                     | Celje             | Maribor             | Koper                |
| Estadio Stožice               | Estadio Z'dežele  | Estadio Ljudski vrt | Estadio SRC Bonifika |
| Capacidad: 23.000             | Capacidad: 14.000 | Capacidad: 12.702   | Capacidad: 4.500     |
|                               |                   |                     |                      |

| Budapest Székesfehérvár Szombathely Győr |                   |                        |                  |
| Hungría                                  |                   |                        |                  |
| Budapest                                 | Székesfehérvár    | Szombathely            | Győr             |
| Bozsik Aréna                             | MOL Aréna Sóstó   | Haladás Sportkomplexum | Gyirmóti Stadion |
| Capacidad: 8.500                         | Capacidad: 14.201 | Capacidad: 9.600       | Capacidad: 4.500 |
|                                          |                   |                        |                  |

## Árbitros
| País                 | Árbitro                    | 1.º árbitro asistente        | 2.º árbitro asistente      |
| -------------------- | -------------------------- | ---------------------------- | -------------------------- |
| Bélgica              | Lawrence Visser            | Rien Vanyzere                | Thibaud Nijssen            |
| Bosnia y Herzegovina | Irfan Peljto               | Davor Bejlo                  | Senad Ibrisimbegovic       |
| España               | Guillermo Cuadra Fernández | Inigo Prieto López de Cerain | José Enrique Naranjo Pérez |
| Italia               | Maurizio Mariani           | Alberto Tegoni               | Daniele Bindoni            |
| Suiza                | Sandro Schärer             | Stéphane de Almeida          | Bekim Zogaj                |
| Turquía              | Halil Umut Meler           | Ibrahim Çağlar Uyarcan       | Mustafa Emre Eyisoy        |
| Francia              | François Letexier          | Cyril Mugnier                | Mehdi Rahmouni             |
| Georgia              | Georgi Kruashvili          | Levan Varamishvili           | Zaza Pipia                 |
| Alemania             | Harm Osmers                | Eduard Beitinger             | Dominik Schaal             |
| Países Bajos         | Dennis Higler              | Joost van Zuilen             | Johan Balder               |
| Polonia              | Bartosz Frankowski         | Jakub Winkler                | Dawid Golis                |
| Suecia               | Glenn Nyberg               | Mahbod Beigi                 | Andreas Söderkvist         |

Cuartos árbitros
- Ádám Farkas
- Espen Eskås
- Horațiu Feșnic

## Sorteo
El sorteo se realizó el 10 de diciembre de 2020 en Nyon, Suiza.

## Fase de grupos
Los 16 equipos clasificados se dividieron en 4 grupos de 4 equipos. El primero y segundo de cada grupo se clasificarán para los cuartos de final.

### Grupo A
| Equipo       | Pts | PJ | PG | PE | PP | GF | GC | Dif |
| ------------ | --- | -- | -- | -- | -- | -- | -- | --- |
| Países Bajos | 5   | 3  | 1  | 2  | 0  | 8  | 3  | +5  |
| Alemania     | 5   | 3  | 1  | 2  | 0  | 4  | 1  | +3  |
| Rumania      | 5   | 3  | 1  | 2  | 0  | 3  | 2  | +1  |
| Hungría (H)  | 0   | 3  | 0  | 0  | 3  | 2  | 11 | -9  |

| 24 de marzo de 2021 | Hungría | 0:3 (0:0) | Alemania                   | MOL Aréna Sóstó, Székesfehérvár, Hungría |                                        |
|                     |         | Reporte   | Nmecha 61' · Baku 66', 73' | Árbitro(s): Guillermo Cuadra Fernández   | Árbitro(s): Guillermo Cuadra Fernández |

| 24 de marzo de 2021 | Rumania     | 1:1 (1:1) | Países Bajos | Estadio József Bozsik, Budapest, Hungría |                            |
|                     | Ciobanu 20' | Reporte   | Schuurs 16'  | Árbitro(s): Sandro Schärer               | Árbitro(s): Sandro Schärer |

| 27 de marzo de 2021 | Hungría    | 1:2 (0:0) | Rumania                 | Estadio József Bozsik, Budapest, Hungría |                             |
|                     | Csonka 56' | Reporte   | Măţan 70' · Pașcanu 87' | Árbitro(s): Lawrence Visser              | Árbitro(s): Lawrence Visser |

| 27 de marzo de 2021 | Alemania   | 1:1 (0:0) | Países Bajos | MOL Aréna Sóstó, Székesfehérvár, Hungría |                              |
|                     | Nmecha 84' | Reporte   | Kluivert 48' | Árbitro(s): Maurizio Mariani             | Árbitro(s): Maurizio Mariani |

| 30 de marzo de 2021 | Países Bajos                                                              | 6:1 (0:1) | Hungría          | MOL Aréna Sóstó, Székesfehérvár, Hungría |                            |
|                     | De Wit 42' · Boadu 47' (pen.) · Gakpo 58', 70' · Botman 87' · Brobbey 89' | Reporte   | Bolla 65' (pen.) | Árbitro(s): Sandro Schärer               | Árbitro(s): Sandro Schärer |

| 30 de marzo de 2021 | Alemania | 0:0     | Rumania | Estadio József Bozsik, Budapest, Hungría |                                        |
|                     |          | Reporte |         | Árbitro(s): Guillermo Cuadra Fernández   | Árbitro(s): Guillermo Cuadra Fernández |

### Grupo B
| Equipo          | Pts | PJ | PG | PE | PP | GF | GC | Dif |
| --------------- | --- | -- | -- | -- | -- | -- | -- | --- |
| España          | 7   | 3  | 2  | 1  | 0  | 5  | 0  | +5  |
| Italia          | 5   | 3  | 1  | 2  | 0  | 5  | 1  | +4  |
| República Checa | 2   | 3  | 0  | 2  | 1  | 2  | 4  | -2  |
| Eslovenia (H)   | 1   | 3  | 0  | 1  | 2  | 1  | 8  | -7  |

| 24 de marzo de 2021 | República Checa     | 1:1 (0:1) | Italia       | Estadio Z'dežele, Celje, Eslovenia |                           |
|                     | Maggiore 75' (a.g.) | Reporte   | Scamacca 31' | Árbitro(s): Dennis Higler          | Árbitro(s): Dennis Higler |

| 24 de marzo de 2021 | Eslovenia | 0:3 (0:0) | España                               | Estadio Ljudski vrt, Maribor, Eslovenia |                               |
|                     |           | Reporte   | Puado 53' · Villar 54' · Miranda 89' | Árbitro(s): François Letexier           | Árbitro(s): François Letexier |

| 27 de marzo de 2021 | Eslovenia | 1:1 (1:0) | República Checa   | Estadio Z'dežele, Celje, Eslovenia |                          |
|                     | Matko 32' | Reporte   | Prelec 86' (a.g.) | Árbitro(s): Glenn Nyberg           | Árbitro(s): Glenn Nyberg |

| 27 de marzo de 2021 | España | 0:0     | Italia | Estadio Ljudski vrt, Maribor, Eslovenia |                         |
|                     |        | Reporte |        | Árbitro(s): Harm Osmers                 | Árbitro(s): Harm Osmers |

| 30 de marzo de 2021 | España         | 2:0 (0:0) | República Checa | Estadio Z'dežele, Celje, Eslovenia |                               |
|                     | Gómez 69', 78' | Reporte   |                 | Árbitro(s): Giorgi Kruashvili      | Árbitro(s): Giorgi Kruashvili |

| 30 de marzo de 2021 | Italia                                                 | 4:0 (3:0) | Eslovenia | Estadio Ljudski vrt, Maribor, Eslovenia |                                |
|                     | Maggiore 10' · Raspadori 19' · Cutrone 25' (pen.), 50' | Reporte   |           | Árbitro(s): Bartosz Frankowski          | Árbitro(s): Bartosz Frankowski |

### Grupo C
| Equipo    | Pts | PJ | PG | PE | PP | GF | GC | Dif |
| --------- | --- | -- | -- | -- | -- | -- | -- | --- |
| Dinamarca | 9   | 3  | 3  | 0  | 0  | 6  | 0  | +6  |
| Francia   | 6   | 3  | 2  | 0  | 1  | 4  | 1  | +3  |
| Rusia     | 3   | 3  | 1  | 0  | 2  | 4  | 6  | -2  |
| Islandia  | 0   | 3  | 0  | 0  | 3  | 1  | 8  | -7  |

| 25 de marzo de 2021 | Rusia                                                             | 4:1 (3:0) | Islandia       | Gyirmóti Stadion, Győr, Hungría |                              |
|                     | Chalov 31' (pen.) · Tiknizyan 42' · Zakharyan 45+2' · Makarov 53' | Reporte   | Guðjohnsen 59' | Árbitro(s): Halil Umut Meler    | Árbitro(s): Halil Umut Meler |

| 25 de marzo de 2021 | Francia | 0:1 (0:0) | Dinamarca  | Haladás Sportkomplexum, Szombathely, Hungría |                          |
|                     |         | Reporte   | Dreyer 75' | Árbitro(s): Irfan Peljto                     | Árbitro(s): Irfan Peljto |

| 28 de marzo de 2021 | Islandia | 0:2 (0:2) | Dinamarca             | Gyirmóti Stadion, Győr, Hungría |                              |
|                     |          | Reporte   | Isaksen 5' · Bech 18' | Árbitro(s): Halil Umut Meler    | Árbitro(s): Halil Umut Meler |

| 28 de marzo de 2021 | Rusia | 0:2 (0:2) | Francia                        | Haladás Sportkomplexum, Szombathely, Hungría |                                        |
|                     |       | Reporte   | Edouard 17' · Ikoné 24' (pen.) | Árbitro(s): Guillermo Cuadra Fernández       | Árbitro(s): Guillermo Cuadra Fernández |

| 31 de marzo de 2021 | Islandia | 0:2 (0:2) | Francia                     | Gyirmóti Stadion, Győr, Hungría |                             |
|                     |          | Reporte   | Guendouzi 17' · Edouard 38' | Árbitro(s): Lawrence Visser     | Árbitro(s): Lawrence Visser |

| 31 de marzo de 2021 | Dinamarca                           | 3:0 (2:0) | Rusia | Haladás Sportkomplexum, Szombathely, Hungría |                              |
|                     | Larsen 10' · Dreyer 11' · Holse 90' | Reporte   |       | Árbitro(s): Maurizio Mariani                 | Árbitro(s): Maurizio Mariani |

### Grupo D
| Equipo     | Pts | PJ | PG | PE | PP | GF | GC | Dif |
| ---------- | --- | -- | -- | -- | -- | -- | -- | --- |
| Portugal   | 9   | 3  | 3  | 0  | 0  | 6  | 0  | +6  |
| Croacia    | 3   | 3  | 1  | 0  | 2  | 4  | 5  | -1  |
| Suiza      | 3   | 3  | 1  | 0  | 2  | 3  | 6  | -3  |
| Inglaterra | 3   | 3  | 1  | 0  | 2  | 2  | 4  | -2  |

| 25 de marzo de 2021 | Inglaterra | 0:1 (0:0) | Suiza     | Estadio SRC Bonifika, Koper, Eslovenia |                               |
|                     |            | Reporte   | Ndoye 78' | Árbitro(s): Giorgi Kruashvili          | Árbitro(s): Giorgi Kruashvili |

| 25 de marzo de 2021 | Portugal   | 1:0 (0:0) | Croacia | Estadio SRC Bonifika, Koper, Eslovenia |                                |
|                     | Vieira 68' | Reporte   |         | Árbitro(s): Bartosz Frankowski         | Árbitro(s): Bartosz Frankowski |

| 28 de marzo de 2021 | Croacia                                      | 3:2 (1:0) | Suiza                                   | Estadio SRC Bonifika, Koper, Eslovenia |                           |
|                     | Ivanušec 8' · Moro 61' (pen.) · Vizinger 64' | Reporte   | Imeri 79' (pen.) · Kulenović 89' (a.g.) | Árbitro(s): Dennis Higler              | Árbitro(s): Dennis Higler |

| 28 de marzo de 2021 | Portugal                          | 2:0 (0:0) | Inglaterra | Estadio Stožice, Ljubljana, Eslovenia |                               |
|                     | Carvalho 64' · Trincão 74' (pen.) | Reporte   |            | Árbitro(s): François Letexier         | Árbitro(s): François Letexier |

| 31 de marzo de 2021 | Croacia        | 1:2 (0:1) | Inglaterra                 | Estadio SRC Bonifika, Koper, Eslovenia |                         |
|                     | Bradarić 90+1' | Reporte   | Eze 12' (pen.) · Jones 74' | Árbitro(s): Harm Osmers                | Árbitro(s): Harm Osmers |

| 31 de marzo de 2021 | Suiza | 0:3 (0:1) | Portugal                                 | Estadio Stožice, Ljubljana, Eslovenia |                          |
|                     |       | Reporte   | Queirós 3' · Trincão 60' · Conceição 65' | Árbitro(s): Glenn Nyberg              | Árbitro(s): Glenn Nyberg |

## Fase final
En la fase eliminatoria, se disputó tiempo extra y tiros desde el punto penal para decidir al ganador si fuese necesario.

### Cuadro
|  | Cuartos de final            | Cuartos de final     |                             |       | Semifinales | Semifinales |  |  | Final | Final |
|  |                             |                      |                             |       |             |             |  |  |       |       |
|  | 31 de mayo – Budapest       |                      |                             |       |             |             |  |  |       |       |
|  |                             |                      |                             |       |             |             |  |  |       |       |
|  | Países Bajos                | 2                    |                             |       |             |             |  |  |       |       |
|  | Países Bajos                | 2                    | 3 de junio – Székesfehérvár |       |             |             |  |  |       |       |
|  | Francia                     | 1                    |                             |       |             |             |  |  |       |       |
|  | Francia                     | 1                    | Países Bajos                | 1     |             |             |  |  |       |       |
|  | 31 de mayo – Székesfehérvár |                      | Países Bajos                | 1     |             |             |  |  |       |       |
|  |                             | Alemania             | 2                           |       |             |             |  |  |       |       |
|  | Dinamarca                   | Alemania             | 2                           | 2 (5) |             |             |  |  |       |       |
|  | Dinamarca                   |                      | 6 de junio – Liubliana      | 2 (5) |             |             |  |  |       |       |
|  | Alemania (p.)               | 2 (6)                |                             |       |             |             |  |  |       |       |
|  | Alemania (p.)               | 2 (6)                | Alemania                    | 1     |             |             |  |  |       |       |
|  | 31 de mayo – Maribor        |                      | Alemania                    | 1     |             |             |  |  |       |       |
|  |                             | Portugal             | 0                           |       |             |             |  |  |       |       |
|  | España (t. s.)              | Portugal             | 0                           | 2     |             |             |  |  |       |       |
|  | España (t. s.)              | 3 de junio – Maribor |                             | 2     |             |             |  |  |       |       |
|  | Croacia                     | 1                    |                             |       |             |             |  |  |       |       |
|  | Croacia                     | 1                    | España                      | 0     |             |             |  |  |       |       |
|  | 31 de mayo – Liubliana      |                      | España                      | 0     |             |             |  |  |       |       |
|  |                             | Portugal             | 1                           |       |             |             |  |  |       |       |
|  | Portugal (t. s.)            | Portugal             | 1                           | 5     |             |             |  |  |       |       |
|  | Portugal (t. s.)            |                      |                             | 5     |             |             |  |  |       |       |
|  | Italia                      | 3                    |                             |       |             |             |  |  |       |       |
|  | Italia                      | 3                    |                             |       |             |             |  |  |       |       |

### Cuartos de final
| 31 de mayo de 2021 | Países Bajos     | 2:1 (0:1) | Francia       | Bozsik Aréna, Budapest                                     |                                                            |
| 18:00              | Boadu 50', 90+3' | Reporte   | Upamecano 23' | Asistencia: 1672 espectadores Árbitro(s): Maurizio Mariani | Asistencia: 1672 espectadores Árbitro(s): Maurizio Mariani |

| 31 de mayo de 2021 | Dinamarca                                                            | 2:2 (1:1, 0:0) (t. s.)(5:6 p.) | Alemania                                                           | MOL Aréna Sóstó, Székesfehérvár                                     |                                                                     |
| 21:00              | Faghir 69' · Nelsson 108' (pen.)                                     | Reporte                        | Nmecha 88' · Burkardt 100'                                         | Asistencia: 457 espectadores Árbitro(s): Guillermo Cuadra Fernández | Asistencia: 457 espectadores Árbitro(s): Guillermo Cuadra Fernández |
|                    |                                                                      | Tiros desde el punto penal     |                                                                    |                                                                     |                                                                     |
|                    | Isaksen · Holse · Faghir · Hjulmand · Nelsson · Nartey · Kristiansen |                                | Burkardt · Maier · Mai · Schlotterbeck · Nmecha · Pieper · Jaeckel |                                                                     |                                                                     |

| 31 de mayo de 2021 | España          | 2:1 (1:1, 0:0) (t. s.) | Croacia               | Estadio Ljudski vrt, Maribor                                |                                                             |
| 18:00              | Puado 66', 110' | Reporte                | Ivanušec 90+4' (pen.) | Asistencia: 1886 espectadores Árbitro(s): Giorgi Kruashvili | Asistencia: 1886 espectadores Árbitro(s): Giorgi Kruashvili |

| 31 de mayo de 2021 | Portugal                                                           | 5:3 (3:3, 2:1) (t. s.) | Italia                                  | Estadio Stožice, Liubliana                                  |                                                             |
| 21:00              | Dany Mota 6', 31' · Gonçalo Ramos 58' · Jota 109' · Conceição 119' | Reporte                | Pobega 45' · Scamacca 60' · Cutrone 89' | Asistencia: 1032 espectadores Árbitro(s): François Letexier | Asistencia: 1032 espectadores Árbitro(s): François Letexier |

### Semifinales
| 3 de junio de 2021 | Países Bajos | 1:2 (0:2) | Alemania     | MOL Aréna Sóstó, Székesfehérvár                          |                                                          |
| 21:00              | Schuurs 67'  | Reporte   | Wirtz 1', 8' | Asistencia: 1573 espectadores Árbitro(s): Sandro Schärer | Asistencia: 1573 espectadores Árbitro(s): Sandro Schärer |

| 3 de junio de 2021 | España | 0:1 (0:0) | Portugal          | Estadio Ljudski vrt, Maribor                           |                                                        |
| 18:00              |        | Reporte   | Cuenca 80' (a.g.) | Asistencia: 1910 espectadores Árbitro(s): Glenn Nyberg | Asistencia: 1910 espectadores Árbitro(s): Glenn Nyberg |

### Final
| 6 de junio de 2021 | Alemania   | 1:0 (0:0) | Portugal | Estadio Stožice, Liubliana                                  |                                                             |
| 21:00              | Nmecha 49' | Reporte   |          | Asistencia: 4883 espectadores Árbitro(s): Giorgi Kruashvili | Asistencia: 4883 espectadores Árbitro(s): Giorgi Kruashvili |

|  |  |

| POR          | 12 | Finn Dahmen        |       |       |
| DEF          | 21 | Ridle Baku         |       |       |
| DEF          | 5  | Amos Pieper        |       |       |
| DEF          | 4  | Nico Schlotterbeck |       |       |
| DEF          | 3  | David Raum         | 90'   |       |
| MED          | 8  | Arne Maier         |       |       |
| MED          | 6  | Niklas Dorsch      |       | 85'   |
| MED          | 7  | Florian Wirtz      | 12'   | 68'   |
| MED          | 13 | Salih Özcan        | 90+2' | 90+2' |
| DEL          | 11 | Mërgim Berisha     |       | 67'   |
| DEL          | 10 | Lukas Nmecha       | 43'   | 85'   |
| Cambios:     |    |                    |       |       |
| DEF          | 9  | Jonathan Burkardt  |       | 67'   |
| DEF          | 18 | Karim Adeyemi      |       | 68'   |
| MED          | 20 | Vitaly Janelt      |       | 85'   |
| DEF          | 15 | Ismail Jakobs      |       | 85'   |
| MED          | 17 | Anton Stach        |       | 90+2' |
| Entrenador:  |    |                    |       |       |
| Stefan Kuntz |    |                    |       |       |

| POR         | 1  | Diogo Costa         |       |     |
| DEF         | 5  | Diogo Dalot         |       |     |
| DEF         | 4  | Diogo Queirós       |       |     |
| DEF         | 3  | Diogo Leite         |       |     |
| DEF         | 2  | Abdu Conté          |       | 86' |
| MED         | 6  | Florentino Luís     |       | 83' |
| MED         | 7  | Vitinha             |       | 59' |
| MED         | 10 | Daniel Bragança     | 58'   |     |
| MED         | 23 | Fábio Vieira        |       |     |
| DEL         | 11 | Dany Mota           |       | 46' |
| DEL         | 19 | Tiago Tomás         |       | 59' |
| Cambios:    |    |                     |       |     |
| DEL         | 9  | Rafael Leão         |       | 46' |
| DEL         | 20 | Jota                | 90+3' | 59' |
| DEL         | 21 | Francisco Conceição |       | 59' |
| MED         | 8  | Gedson Fernandes    |       | 83' |
| DEL         | 18 | Gonçalo Ramos       |       | 86' |
| Entrenador: |    |                     |       |     |
| Rui Jorge   |    |                     |       |     |

| Jugador del Partido: Ridle Baku (Alemania) Árbitro asistente: Levan Varamishvili (Georgia) Zaza Pipia (Georgia) Cuarto árbitro: Irakli Kvirikashvili (Georgia) | Reglas del partido - 90 minutos. - 30 minutos de tiempo extra de ser necesario. - Tiros desde el punto penal si se mantiene la igualdad al final de los 90 minutos. |

| Bandera de Alemania |
| Campeón             |
| Alemania            |
| 3.o título          |

## Goleadores

### 4 goles
- Lukas Nmecha

### 3 goles
| - Patrick Cutrone - Myron Boadu | - Dany Mota - Javi Puado |  |  |

### 2 goles
| - Luka Ivanušec - Anders Dreyer - Odsonne Édouard | - Florian Wirtz - Ridle Baku - Gianluca Scamacca | - Cody Gakpo - Perr Schuurs - Francisco Conceição | - Francisco Trincão - Daniel Gómez Alcón |

### 1 gol
| - Domagoj Bradarić - Nikola Moro - Dario Vizinger - Mads Bech Sørensen - Jacob Bruun Larsen - Carlo Holse - Gustav Isaksen - Wahid Faghir - Victor Nelsson - Eberechi Eze - Curtis Jones | - Mattéo Guendouzi - Jonathan Ikoné - Dayot Upamecano - Jonathan Burkardt - Bendegúz Bolla - András Csonka - Sveinn Aron Guðjohnsen - Giulio Maggiore - Giacomo Raspadori - Tommaso Pobega - Sven Botman | - Brian Brobbey - Dani de Wit - Justin Kluivert - Diogo Queirós - Fábio Vieira - Gonçalo Ramos - Jota - Andrei Ciobanu - Alexandru Mățan - Alex Pașcanu - Fyodor Chalov | - Denis Makarov - Nair Tiknizyan - Arsen Zakharyan - Aljoša Matko - Juan Miranda - Gonzalo Villar - Kastriot Imeri - Dan Ndoye |

### Autogoles
- Sandro Kulenović (contra  Suiza)
- Giulio Maggiore (contra  República Checa)
- Nik Prelec (contra  República Checa)
- Jorge Cuenca (contra  Portugal)